# Astros (Grecia)
Astros (grecește: Άστρος o Μεσογείο Άστρος) este un oraș portuar aproape de Golful Argolic în nord-estul Peloponezului și la est de Arcadia. Numele provine din antichitate cand era cunoscut sub numele de Astron. Orașul este sediul municipiului Kynouria de Nord (grecește: Βόρεια Κυνουρία), care este cel mai mare din Arcadia și are cel mai multe localități. Se poate ajunge în Astros din Tripoli (Grecia), Argos, Leonidi și Monemvasia de Sud. Pare a fi destinul cel mai popular al locuitorilor din Tripoli (Grecia). Are un port care poate primi nave mici.